# Claude Arrieu
Claude Arrieu (París, 30 de novembre del 1903 – París, 7 de març del 1990) va ser una prolífica compositora francesa.

## Biografia
Claude Arrieu va estudiar música clàssica des d'una edat primerenca. Es va interessar particularment per les obres de Bach i Mozart, i més tard, d'Igor Stravinsky. Tanmateix, Gabriel Fauré, Claude Debussy, i Maurice Ravel l'hi van proporcionar gran inspiració.
Somiant en una carrera com a virtuosa, va entrar al Conservatori de París el 1924. Va ser estudiant de piano de Marguerite Long i va rebre classes de Georges Caussade, Noël Galó, Jean Roger-Ducasse i Paul Dukas. El 1932, va rebre el primer premi de composició.

## Composicions seleccionades per al teatre, ràdio i televisió
- Noé, 1931–1934 (imagerie musicale, 3 actes, Un. Obeir), f.p. Estrasburg Opéra, 29 gener 1950
- Cadet Roussel, 1938–1939 (opéra bouffe, 5 actes, André de la Tourasse després de Jean Limozin), f.p. Marsella, Opéra, 2 octubre 1953
- La Coquille à planètes (opéra radiophonique, Pierre Schaeffer), RTF (Radiodiffusion-Télévision Française), 1944
- Le deux rendez-vous, 1948 (opéra comique, P. Bertin Després de G. de Nerval), RTF, 22 juny 1951
- Le chapeau à musique (opéra enfantine, 2 actes, Tourasse i P. Dumaine), RTF, 1953
- La princesse de Babylone, 1953–1955 (opéra bouffe, 3 actes, P. Dominique, a partir de Voltaire), Rheims, Opéra, 3 març 1960
- La cabine téléphonique (opéra bouffe, 1 acte, M. Vaucaire), RTF, 15 març 1959
- Quintette en Ut, pour flute, hautbois, clarinette, cor et basson(1955)
- Cymbeline, 1958–1963 (2 actes, J. Tournier I M. Jacquemont, a partir de Shakespeare), ORTF, 31 març 1974
- Balthazar, ou Le mort–vivant, 1966 (opéra bouffe, 1 acte, Dominique), no representat
- Un clavier pour un autre (opéra bouffe, 1 acte, J. Tardieu), Avignon, Opéra, 3 abril 1971
- Barbarine, 1972 (3 actes, a partir de d'A. de Musset), incomplet
- Les Amours de Don Perlimpin et Belise en son jardin (imaginaire lyrique, 4 tableaux, a partir de F. García Lorca), Tours, Grand Théâtre, 1 març 1980